# Nina Gourfinkel

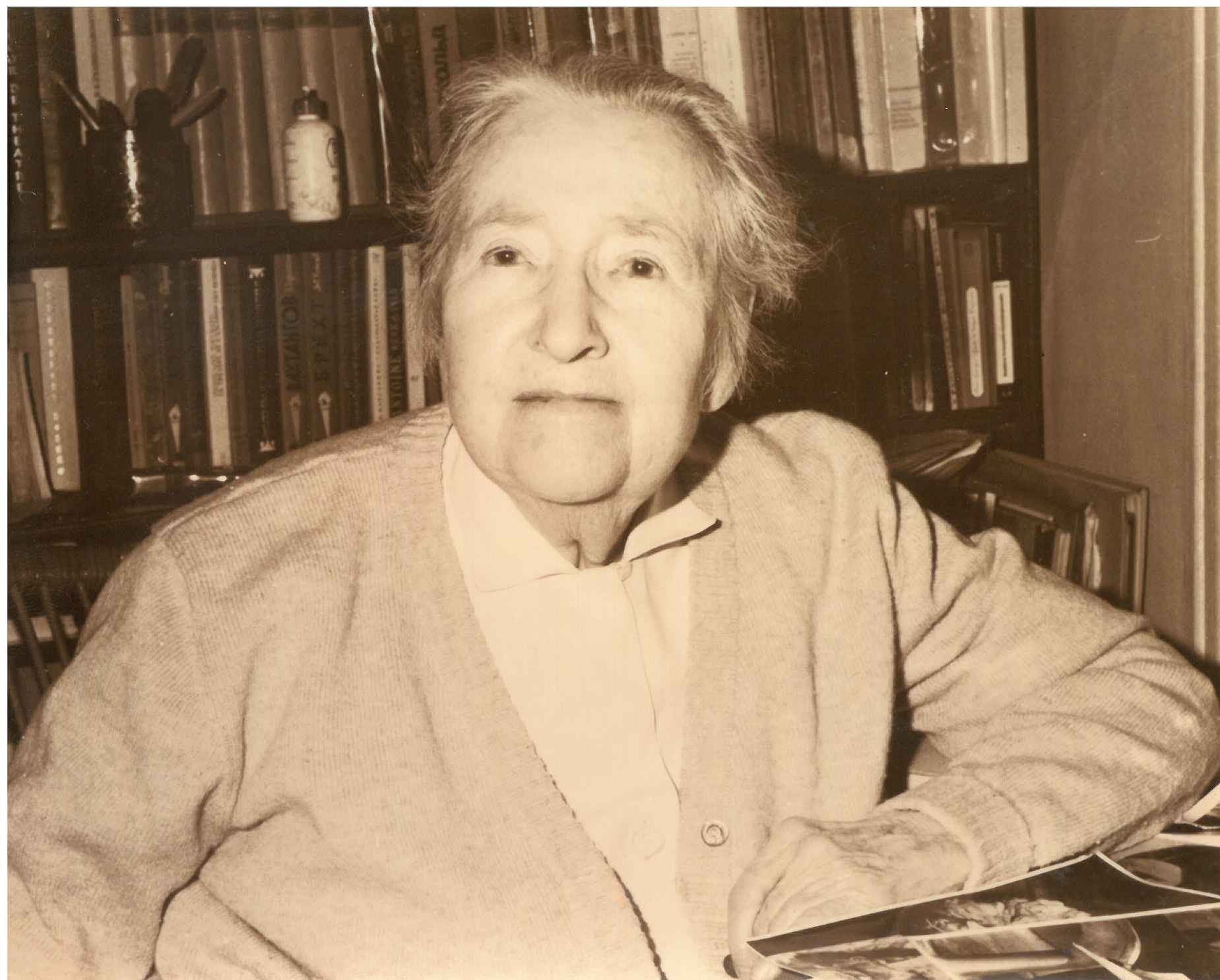
Nina Gourfinkel

Nina Gourfinkel, seltener Gurfinkel (* 1898 in Odessa, Russisches Kaiserreich; † 6. Februar 1984 in Dijon, Département Côte-d’Or) war eine französische Schriftstellerin russischer Herkunft und Mitglied der Résistance.

## Leben
Gourfinkel war die ältere Tochter eines Arztes in Sankt Petersburg, ihre jüngere Schwester war die Journalistin Juliette Pary.
Während der Revolution begann Gourfinkel ihr Studium an der Universität Petrograds. Dort war sie neben anderen mit Lydia Ginzburg (1902–1990) befreundet. Da sich nach Abschluss ihrer Ausbildung kein Arbeitsplatz fand und die Repressalien immer stärker wurden, ging sie 1925 nach Frankreich und ließ sich in Paris nieder.
Ihren Lebensunterhalt verdiente Gourfinkel mit Beiträgen für jüdische Zeitschriften bzw. Zeitungen, u. a. für „Cahiers juifs“, „La revue juive“ und „L’univers israëlite“. Bei einer dieser Zeitschriften machte sie auch die Bekanntschaft von Irène Némirovsky. Diese ermutigte sie auch zu ihrer ersten eigenständigen Veröffentlichung, „Théâtre russe contemporain“ und schuf Kontakte zum jüdischen Weltkongress.
Ende der 1930er Jahre war Gourfinkel bei einem Zusammenschluss der internationalen Presse beschäftigt, den Nationalsozialismus zu dokumentieren. Während der deutschen Besetzung Frankreichs ließ sie sich in Moissac (Département Tarn-et-Garonne) im unbesetzten Frankreich (→Vichy-Regime) nieder. Später arbeitete sie in Toulouse (Département Haute-Garonne) beim Comitée d’aide aux réfugiès. Dort arbeitete sie u. a. mit Joseph Weill (1902–1981) vom OSE und Alexandre Glasberg (1902–1981) zusammen. Mit ihrer Arbeit unterstützte Gourfinkel die Résistance, geholfen hat ihr dabei neben vielen anderen Ninon Haït-Weyl (1911–2007) und Shatta Simon (1910–2003).
Nach dem Zweiten Weltkrieg unterstützte Gourfinkel weiter Abbé Glasberg am Centre d’orientation social des étrangers. Sie kümmerten sich um Menschen aus den Internierungslagern (Displaced Persons) und nach dem Algerienkrieg besonders um die Harkis.
Am 6. Februar 1984 starb Nina Gourfinkel in einem Altersheim in Dijon, das sie selbst initiiert und mitgestaltet hatte.

## Rezeption
Nach eigenen Aussagen wurde Nina Gourfinkel gerade in ihren schriftstellerischen Werken vom russischen Formalismus beeinflusst. Neben ihren Dozenten in Petrograd zählen dazu u. a. Boris Michailowitsch Eichenbaum und Wiktor Borissowitsch Schklowski. Durch ihre Theaterkritiken sowie andere Veröffentlichungen galt Gourfinkel in Frankreich bald schon als Spezialistin für das „moderne russische Theater“. Aber auch ihre Biographien wurden von der Literaturkritik wie auch den Lesern überwiegend gelobt.

## Werke (Auswahl)

### Als Autorin
Aufsätze
- Les théâtre hébraïque et yiddish à Moscou. In: Denis Bablet, Jean Jacquot (Hrsg.): L’expressionisme dans le théâtre européen. CNRS, Paris 1971, ISBN 2-222-01391-7, S. 313–323.
- Repenser Stanislavski. In: Revue d’histoire du Théâtre, Band 2 (1971), S. 103–123, ISSN 0035-2373
- The Stanislavski-Method. In: Le théâtre dans le monde, Band 4 (1954), Heft 1, S. 5–14.
- Le nouvelles méthodes d’histoire littéraire en Russie. In: Le monde slave, Band 6 (1929), S. 234–263.

Autobiographisches
- Aux prises avec mon temps. Seuil, Paris 1953.

1. Naissance d’un monde.
2. L’autre patrie.

- - Deutsch: Unter dem Himmel zweier Welten. List, München 1957 (übersetzt von  Elisabeth Koch)

Biographien
- Tolstoi sans tolstoisme. Seuil, Paris 1946.
- Dostoïevski. Notre contemporain. Calman-Lévy, Paris 1961.
- Constantin Stanislavski (= Le théâtre et les jours; 5). L’Arche, Paris 1955.
- Nicolas Gogol, dramaturge (= Les grands dramaturges; 14). L’Arche, Paris 1956.
- Lénine (= Le temps qui court; 15). Seuil, Paris 1968.
- Gorki par lui-même (= Écrivains de toujours; 23). Seuil, Paris 1964.
  - Deutsche Ausgabe: Maxim Gorki in Selbstzeugnissen und Bilddokumenten. Aus dem Französischen übersetzt von Rolf-Dietrich Keil. (= Rowohlts Monographien, Bd. 9). Rowohlt, Hamburg 1958 u. Reinbek bei Hamburg 1981, ISBN 3-499-50009-4.
- Anton Tchékhov. Textes, documents, chronologie, répertoire des œuvres, bibliographie, illustrations (= Théâtre de tous les temps; 4). Seghers, Paris 1966.

Monographien
- Théâtre russe contemporain (= Bibliothèque de l’amateur de théâtre; 2). Albert, Paris 1930.

### Als Übersetzerin
- Konstantin Stanislawski: Ma vie dans l’art. Albert, Paris 1934 (zusammen mit Léon Chancerel).[2]
- Anton Tschechow: Iwanow. L’Arche, Paris 1958 (zusammen mit Jacques Mauclair).
- Wsewolod Emiljewitsch Meyerhold: Le théâtre théatral. Pratique deu théâtre. Gallimard, Paris 1963.
- Alexander Weißberg-Cybulski: L’histoire de Joël Brand. Seuil, Paris 1957.